# Andrei Marinescu
Andrei Daniel Marinescu (n. 11 februarie 1985, București, România) este un fotbalist român liber de contract, care joacă pe post de portar.
A debutat în Liga I pentru Rapid București la data de 30 iulie 2006 în meciul Pandurii Tg. Jiu – Rapid 1–1. A semnat cu formația de sub Tâmpa la începutul anului 2013 pentru o perioadă de 2 ani și jumătate, după ce și-a reziliat contractul cu CS Turnu Severin.